# 이욱정
이욱정는 대한민국의 기업인이며, 전직 KBS 방송 프로듀서이었다.

## 학력
- 연세대학교 영문학 학사
- 서울대학교 대학원 인류학 석사
- 노스웨스턴대학교 대학원 방송학 석사
- 르 꼬르동 블루 Diplome de Cuisine

## 경력
- 1994년 한국방송공사 프로듀서 입사
- KBS미디어 프로듀서
- KBS 요리인류 대표
- 주식회사 요리인류 대표이사
- 요리를통한도시재생 사회적협동조합 이사장
- 주식회사 마인드앳플레이 대표

## 방송 프로그램

### KBS
- 요리인류키친 (2015년)
- 이욱정 PD의 자연 담은 한끼 (2016년)
- 대식가들 (2016~2017년)
- 요리인류 - 도시의 맛 (2017년)
- UHD한식 (2017년)
- 한식의 마음 (2017~2018년)

### 웹예능
- 뉴블의 L.O.Λ.E 도시락 (2018년, 네이버TV NOW)
- 푸드 크로니클 (2022년, TVING)

## 사회공헌
- 서울시 요리를통한도시재생 사회적협동조합의 이사장으로 중구 회현동의 검벽돌집에서 도시재생 활동을 진행중이다. 검벽돌집 요리를통한도시재생은 지역 결식아동과 청소년 대상으로 기부활동 및 기업들과 협력하여 희망베이커리 활동을 통해 나폴리피자 클래스 및 각종 베이커리 클래스를 진행하며 수익금은 모두 기부하고 있다.(보육원,복지관,아동센터,아동쉼터,돌봄교실, 종교기관과 협업) 그리고 검벽돌집은 선한영향력 가게로, 매달 팝업 기간 동안 꿈나무카드 소지 아동들에게 무료로 피자와 음료를 제공한다. 이러한 취지에 공감하여 청파언덕집 피자 개발 당시 피자 월드컵 우승한 핏제리아오의 이진형 셰프가 나폴리 피자 기술을 직접 가르쳐주었다고 한다. 그래서인지 네이버 평점이 매우 높다.  희망클래스는 네이버 예약을 통해 신청할 수 있다고 한다.

## 영화 감독
- 치킨인류

## 수상 내역
- 2009년 ABU상 다큐멘터리부문 대상
- 2009년 제36회 한국방송대상 작품상부문 대상
- 2010년 제69회 피버디상 예술문화부문 TV다큐멘터리상
- 2010년 방송통신위원회 방송대상 대상
- 2015년 제51회 백상예술대상 TV부문 교양 작품상